# Toverbal (snoep)

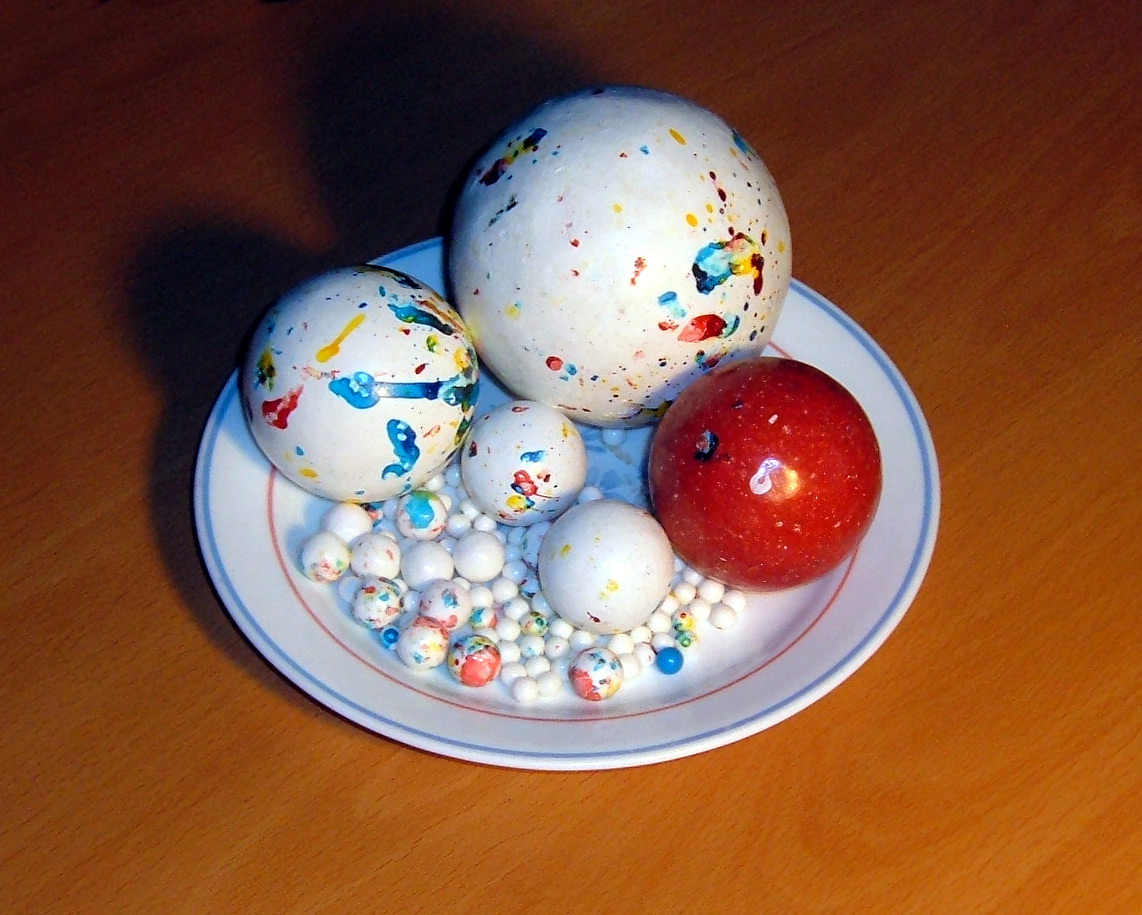
Verschillende maten toverballen

Een toverbal, soms ook jawbreaker genoemd, is een soort snoepgoed dat bestaat uit kogelronde, zoete bal, die is opgebouwd uit verschillende laagjes met verschillende kleuren. In de mond verandert de kleur van het stuk snoep regelmatig, waardoor het betoverd lijkt, vandaar de naam toverbal.
De klassieke toverbal heeft alleen gekleurde suikerlaagjes. De Jawbreaker-variant is niet alleen een stuk groter en harder, maar bevat ook kauwgom in het midden.

## Kaakkraker
Veel mensen kennen dit snoep ook wel als een 'kaakkraker', omdat dit woord in de Nederlands ingesproken versie van de animatieserie Ed, Edd n Eddy werd gebruikt. Dit is echter een letterlijke vertaling van het woord 'jawbreaker' en geen juiste benaming.